# Купрум сульфат
Сульфат міді, мідний купорос (англ. cupric sulphate, нім. Kupfersulfat n) — сіль міді сірчаної кислоти, в безводному стані CuSO4, біла дрібнокристалічна речовина, при поглинанні води стає синьою або блакитною.

## Хімічні властивості
Добре розчиняється у воді. З водного розчину кристалізується у вигляді кристалогідрату CuSO4·5H2O синього кольору, відомого під назвою мідний купорос (синій камінь). При температурі вище 96 °C в рівновазі з водним розчином переходить в тригідрат: CuSO4·3H2O.
Кристалогідрат зневоднюється прогріванням у мілкому керамічному посуді, при помішуванні скляною або іншою термостійкою неметалевою паличкою при обережному нагріванні (перегрів призведе до забруднення в сірий колір продуктами більш глибокого розкладу). Оскільки залишковий тиск водяної пари над безводним сульфатом міді вищий, ніж над багатьма іншими зневоднюючими речовинами, його можна також отримувати зневодненням кристалогідрату в ексикаторі над іншими поглиначами води при звичайній температурі.
Оскільки мідь малоактивний метал з розчинів сульфату міді вона може бути витіснена більшістю інших металів, наприклад залізом:
Fe + CuSO4 → Cu + FeSO4
Тому сіль, а тим більше розчин, не варто зберігати в металевому посуді.

## Застосування
Мідний купорос широко застосовується для електролітичного отримання і рафінування міді, електролітичного покриття міддю інших металів, а також як фунгіцид у сільському господарстві у вигляді водної суспензії утвореної з вапном відомої як бордоська рідина:
CuSO4 + Ca(OH)2 + 2H2O → CaSO4·2H2O↓ + Cu(OH)2↓